# مقاطعة بنغيلا

## بلديات مقاطعة بنغيلا
بايا فارتا (Baía Farta) - بالومبو (Balombo) - بوكويو (Bocoio) - كايمبامبو (Caimbambo) - شونجوروي (Chongorói) - كوبال (Cubal) - جاندا (Ganda) - لوبيتو (Lobito)

## بلدات مقاطعة بنغيلا
بنغيلا (Benguela)

## أعلام
- ماركو فريتاس

## مواقع خارجية
1. ↑  GeoNames (بالإنجليزية), 2005, QID:Q830106
2. ↑  MusicBrainz (بالإنجليزية), MetaBrainz Foundation, QID:Q14005